# Lillie Hayward
Pour les articles homonymes, voir Hayward.
Lillie Hayward (née Lillian Olenda Auen née le 12 septembre 1891 et morte le 29 juin 1977) est une scénariste américaine dont la carrière à Hollywood a commencé à l'ère du film muet et s'est poursuivie jusqu'à l'ère de la télévision.

## Filmographie partielle
- 1926 : Ferme au poste (My Own Pal) de John G. Blystone
- 1946 : Beauté noire (Black Beauty) de Max Nosseck
- 1960 : The Boy and the Pirates  de Bert I. Gordon
- 1966 : Le Dompteur de l'Arizona (Smoky) (adapté du roman Smoky) de George Sherman